# Варистор
Варистори су полупроводнички керамички нелинеарни отпорници.

## Елементи нелинеарних електричних мрежа
Нелинеарне мреже се састоје од елемената чија напонско-струјна карактеристика није линеарна. На примеру сијалице са волфрамовим влакном, може се уочити да је промена отпорности последица промене температуре влакна. 
Нелинеарни елементи се могу поделити у две главне групе. 
- Елементи чија је нелинеарност последица промена услова рада

Најпознатији пример ове групе елемената су термистори. Овим елементима особина да је нелинеарност последица промена услова рада није суштинска особина. На пример, ако проводнике држимо на подесан начин на сталној температури, њихова отпорност се не мења са променом јачине струје кроз њих. Међутим, ако се њихова температура не одржава константном (што је у пракси најчешће случај), они су нелинеарни, пошто се са променом јачине струје мења њихова температура, те и отпорност.
Пример нелинеарног отпорника прве групе је отпорник у виду гвоздене нити смештене у стаклени балон испуњен водоником. Одабирањем притиска водоника у балону и димензија балона могуће је мењати услове одвођења топлоте развијене у нити када кроз њу проструји струја. Он има изванредну корисну особину: јачина струје кроз њега остаје приближно константна у широком опсегу напона између њихових крајева.
- Елементи чија је напонско-струјна карактеристика нелинеарна чак и при сасвим константним радним условима

Нелинеарност ових елемената је њихова суштинска карактеристика. У ову групу спадају сви тзв. полупроводнички елементи, као што су транзистори, полупроводничке диоде (германијумске диоде, силицијумске диоде, итд.), све вакуумске и гасне цеви, као и неки полупроводнички керамички отпорници.

## Нелинеарни отпорници са симетричном напонско-струјном карактеристиком
Нелинеарни отпорници са симетричном напонско-струјном карактеристиком се деле на:
- термисторе
- варисторе

Особине оваквих отпорника не зависе од смера струје кроз њих, односно напона између њихових крајева. Од огромне важности су нелинеарни елементи чија је карактеристика несиметрична, посебно ако је несиметрија јако изражена. У ову групу спадају разне врсте полупроводничких и вакуумских диода.

## Примена
- Врста варистора су титритни отпорници. Ови отпорници су изграђени од тирита, материјала који се добија пресовањем и каснијом посебном термичком обрадом смеше глине и силицијум карбида, са малим додатком графита. Од тирита се праве пљоснати цилиндри којима се додају контакти и тако добијају отпорници. Тиритни отпорници и други варистори користе се за заштиту разних уређаја од пренапона (на пример, од непредвиђено високих напона који се јављају при удару грома у напојну мрежу).[5]